# Déjocès
Deioces, Déjocès, Deiokes selon la prononciation grecque (Δηιόκης), Daiukku (Da-a-a-uk-ku) selon la prononciation assyrienne, Dahyuka (Dahyu-ka-) selon une prononciation perse, ou encore Diyako ou Diako, fut le premier roi des Mèdes, groupe ethnique de la région qui deviendra l'Iran, ou plus précisément le Kurdistan d'Iran. Il a unifié six tribus mèdes (les Buses, les Parétacéniens, les Struchates, les Arizantes, les Budiens et les Mages) et est devenu leur juge et dirigeant, à partir de -701. Après sept années passées à ce poste, il démissionna. Les Mèdes l'élurent alors roi. Son règne dura jusqu'en -665. Deioclès a bâti un palais dans la capitale, Ecbatane (Hagmatāna), maintenant connue comme Hamadan. L'histoire de son accession au pouvoir est décrite dans le livre I de L'Enquête d'Hérodote. C'est lui qui fera construire les sept remparts ceignant la cité d'Ecbatane, capitale des Mèdes.